# Agrarianism
Agrarianismul (din lat. Ager, care înseamnă câmp, teren, domeniu, pământ) este o ideologie politică agrară în care agricultura reprezintă sfera hotărâtoare a producției, iar comunitatea satului este celula structurii sociale și de stat. Această ideologie a fost creată în a doua jumătate a secolului al XIX-lea în spațiul cultural german, însă a prosperat mai ales în societățile agricole din estul Europei Centrale și din Europa de Sud-Est, unde a marcat în principal cultura economică și curentele politice din regiune. În Germania a fost baza ideologică a agrarienilor; ocazional, termenul se referă, de asemenea, la „stăpânirea comunității agricole” în sensul „totalității proprietarilor mari”.